# Kambrijski anali
Kambrijski anali (lat. Annales Cambriae) su ime za skup kambro-latinskih kronika vrhunski izvedenih iz tekstova sabranih iz raznih vrela od Tyddewija (eng. St David's and the Cathedral Close) u velškom (kimričkom) Dyfedu, ne poslije 10. stoljeća (od 447. do 954. godine). Unatoč imenu, bilješke se ne odnose samo na Wales, nego i šire: Irsku, Cornwall, Englesku, Škotsku te ponekad i dalje, iako žarištem događaja zabilježenih u njima su dvjema trećinama u Walesu. Arturijanska su povijesna literatura na latinskom jeziku.
Kambrijski anali (Annales Cambriae) su prikazivali northumbrijske vladare kao "kraljeve Sasa"  (usp. bretenanwealda) sve do smrti Osreda I.

## Vanjske poveznice
- Sveučilište Fordham - isusovačko sveučilište New Yorka  Arhivirana inačica izvorne stranice od 4. prosinca 2010. (Wayback Machine) Kambrijski anali - prijevod na engleski